# Tomas Ledin
Tomas Ledin (Östersund, 1952. február 25. –) svéd könnyűzene-énekes és zeneszerző. Több, mint 20 nagylemeze jelent meg, svéd és angol nyelven énekel. Közreműködött az ABBA együttessel, és részt vett az Eurovíziós Dalfesztiválon. Az egyik legnépszerűbb és legsikeresebb svéd előadó.

## Életpályája
Ledin a svédországi Östersundban született. Élete első hat évét Rätanban töltötte, majd családjával együtt Sandvikenbe költözött. A média gyakran „Sandviken fiaként” (Sandvikensonen) említi, ám Ledin inkább északi embernek, jämtlandinak tartja magát.
Ledin már fiatalon kapcsolatba került a zenével; már kiskorától zongorázott, gitározott, és a középiskolában néhány osztálytársával együttest alapított. Egyik legmeghatározóbb élménye az volt, mikor a sandvikeni síklubban olyan előadók koncerteztek, mint Jimi Hendrix vagy a The Spencer Davis Group.
17 évesen ösztöndíjjal Omahába ment, ahol egy évig művészetet tanult. Hazatérve Sandvikenbe befejezte iskolai tanulmányait, majd miután megnyert egy tehetségkutató-versenyt, lehetőséget kapott, hogy elkészítse első nagylemezét: a Restless Mind (Nyugtalan elme) albumot 1972-ben adták ki, és angol nyelvű dalokat tartalmazott, melyeket omahai tartózkodása során írt.
Ifjúkorában hippi nézeteket vallott, visszautasította a besorozást, és részt vett a vietnámi háború elleni tüntetésekben. 1973-tól az uppsalai egyetemen zenetudományt hallgatott, közben karrierje felfelé ívelt: 1979-ig további hat albumot adott ki. 1979-ben Stockholmba költözött, ahol máig is él. 1979–80 folyamán lehetőséget kapott, hogy az ABBA együttessel turnézzon mint vokálénekes, és az elkövetkező években az ABBA több tagjával is közreműködött szólólemezein. 1980-ban megnyerte a svéd dalfesztivált, és Just nu (Most rögtön) számával részt vett az Eurovíziós Dalfesztiválon. 1982-ben megírta egyik legsikeresebb, Sommaren är kort (A nyár rövid) című dalát, melyet Svédország „nemzeti nyári dalának” tartanak, Ledint pedig „a nyár királyának” (Sommarkung) nevezik.
Az 1980-as évek elején angol nyelvű nagylemezeket adott ki, és a The Human Touch (Emberi érintés) albumával turnézott. 1983-ban feleségül vette Marie Elisabetet, Stig Anderson lányát. 1984-ben visszavonult a zenéléstől, mivel belefáradt az állandó zeneszerzésbe és koncertezésbe, és az is bántotta, hogy a várt nemzetközi áttörés nem következett be. Ezután producerként dolgozott felesége The Record Station lemezkiadójánál; itt olyan tehetségeket fedezett föl, mint Magnus Uggla vagy Pugh Rogefeldt.
1988-ban visszatért a zeneszerzéshez és elkészítette Down on the Pleasure Avenue albumát, de nem volt sikeres. A fordulópont 1990-ben következett be, mikor Tillfälligheternas spel (Szerencsejáték) svéd nyelvű nagylemezével elsöprő sikert aratott a skandináv országokban; az albumból több, mint félmillió kelt el, és Ledin ezt tartja karrierje csúcspontjának. Ettől kezdve máig ő az egyik legsikeresebb svéd előadó.
1991-ben megalapította a svéd Rocktåget fesztivált. 2010-ben megvásárolta a Hässelby kastélyt, ahol rendezvényeket és koncerteket tartanak. 2014-ben Grammy-díjat kapott Höga kusten (Magas part) albumáért. Zenei munkássága mellett jótékonykodik és társadalmi ügyeket is támogat.

## Stúdiólemezei
- 1972 Restless Mind
- 1973 Hjärtats rytm
- 1975 Knivhuggarrock
- 1976 Natten är ung
- 1977 Tomas Ledin
- 1978 Fasten Seatbelts
- 1979 Ut på stan
- 1980 Looking for a Good Time
- 1982 Gränslös
- 1982 The Human Touch
- 1983 Captured
- 1988 Down on the Pleasure Avenue
- 1990 Tillfälligheternas spel
- 1993 Du kan lita på mig
- 1996 T
- 2000 Djävulen & ängeln
- 2002 Hela vägen
- 2004 Med vidöppna fönster
- 2006 Plektrum
- 2009 500 dagar om året
- 2013 Höga kusten
- 2017 Inte ett moln så långt ögat kan nå